# Poecilomorpha dollmani
Poecilomorpha dollmani is een keversoort uit de familie halstandhaantjes (Megalopodidae). De wetenschappelijke naam van de soort werd in 1931 gepubliceerd door Gilbert Ernest Bryant.